# A Bouciña
A Bouciña es un lugar de la parroquia de Lavadores, en la ciudad de Vigo, provincia de Pontevedra, en la comarca de Vigo, Galicia. Según el IGE, en 2022 contaba con una población de 1,159 habitantes (769 hombres y 790 mujeres), consolidándose como un núcleo residencial importante dentro de la parroquia de Lavadores, una de las áreas con mayor crecimiento y dinamismo en la ciudad de Vigo.

## Lugares y parroquias
La parroquia de Lavadores, a la que pertenece A Bouciña, forma parte de las 18 parroquias que conforman la estructura administrativa tradicional de Vigo. Lavadores, situada en la periferia de la ciudad, mantiene un carácter semiurbano y ha experimentado un crecimiento residencial y comercial significativo en los últimos años.